# Монсу
Монсу (фр. Montsoult) — муниципалитет во Франции, в регионе Иль-де-Франс, департамент Валь-д'Уаз. Население — 3492 человека (2006). Муниципалитет расположен на расстоянии около 24 км севернее Парижа, 19 км восточнее Сержи.

## Демография
Динамика населения (Cassini и INSEE):